# وودلاند (جورجيا)
وودلاند (بالإنجليزية: Woodland, Georgia)‏ هي مدينة تقع في مقاطعة تالبوت، جورجيا بولاية جورجيا في الولايات المتحدة. تبلغ مساحة هذه المدينة 2 (كم²)، وترتفع عن سطح البحر 241 م، بلغ عدد سكانها 432 نسمة في عام 2010 حسب إحصاء مكتب تعداد الولايات المتحدة.

## معرض صور

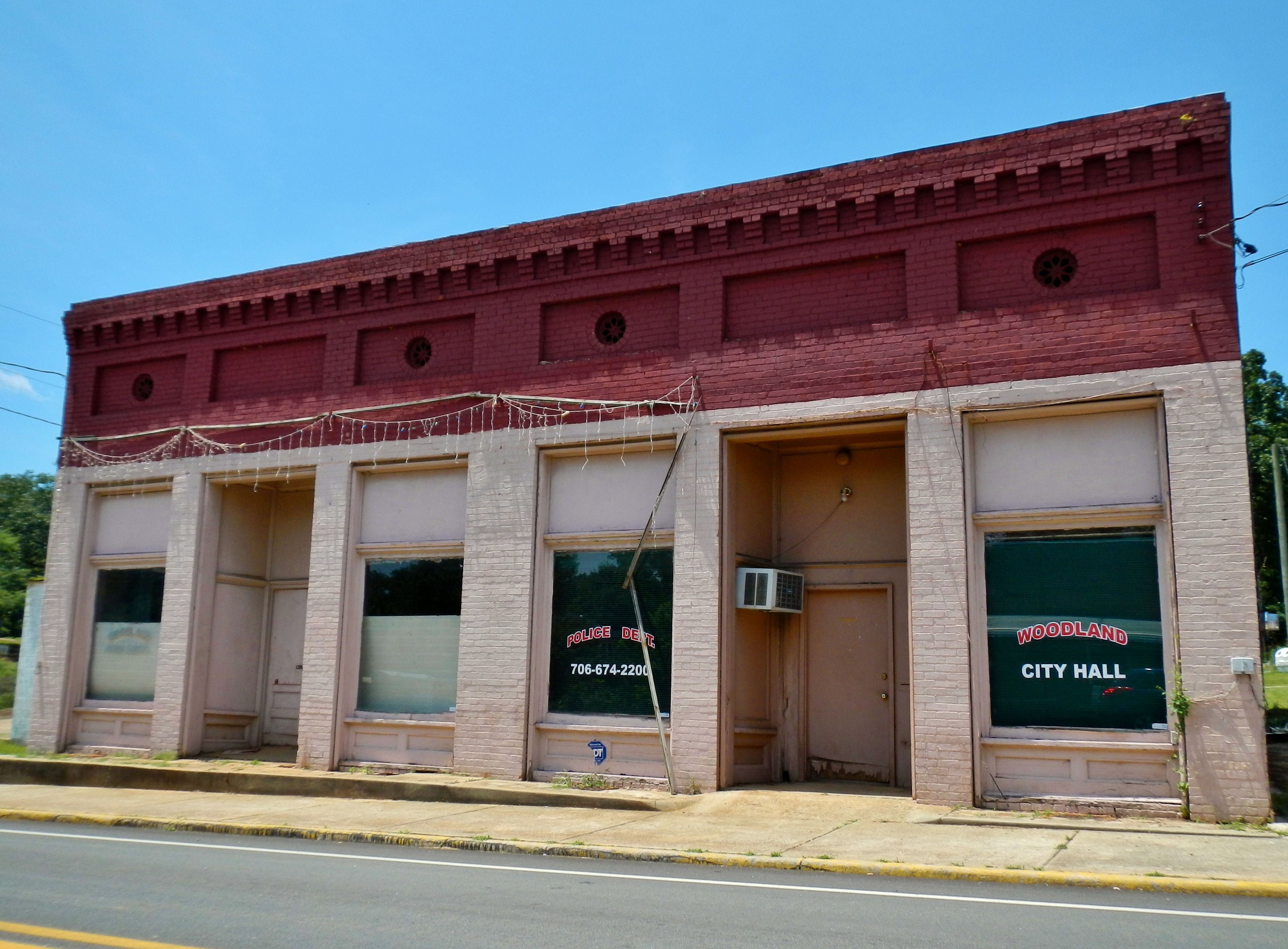
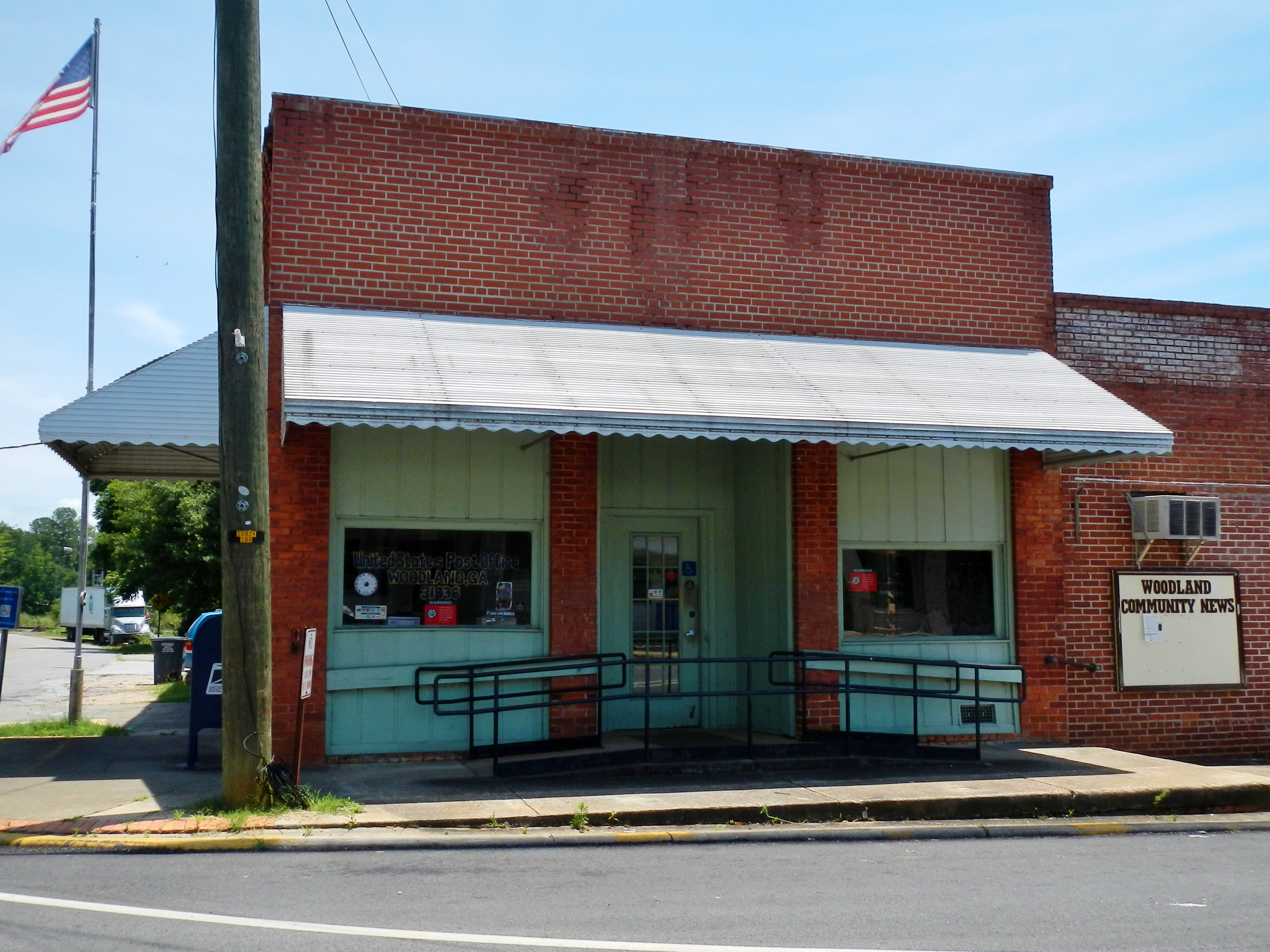
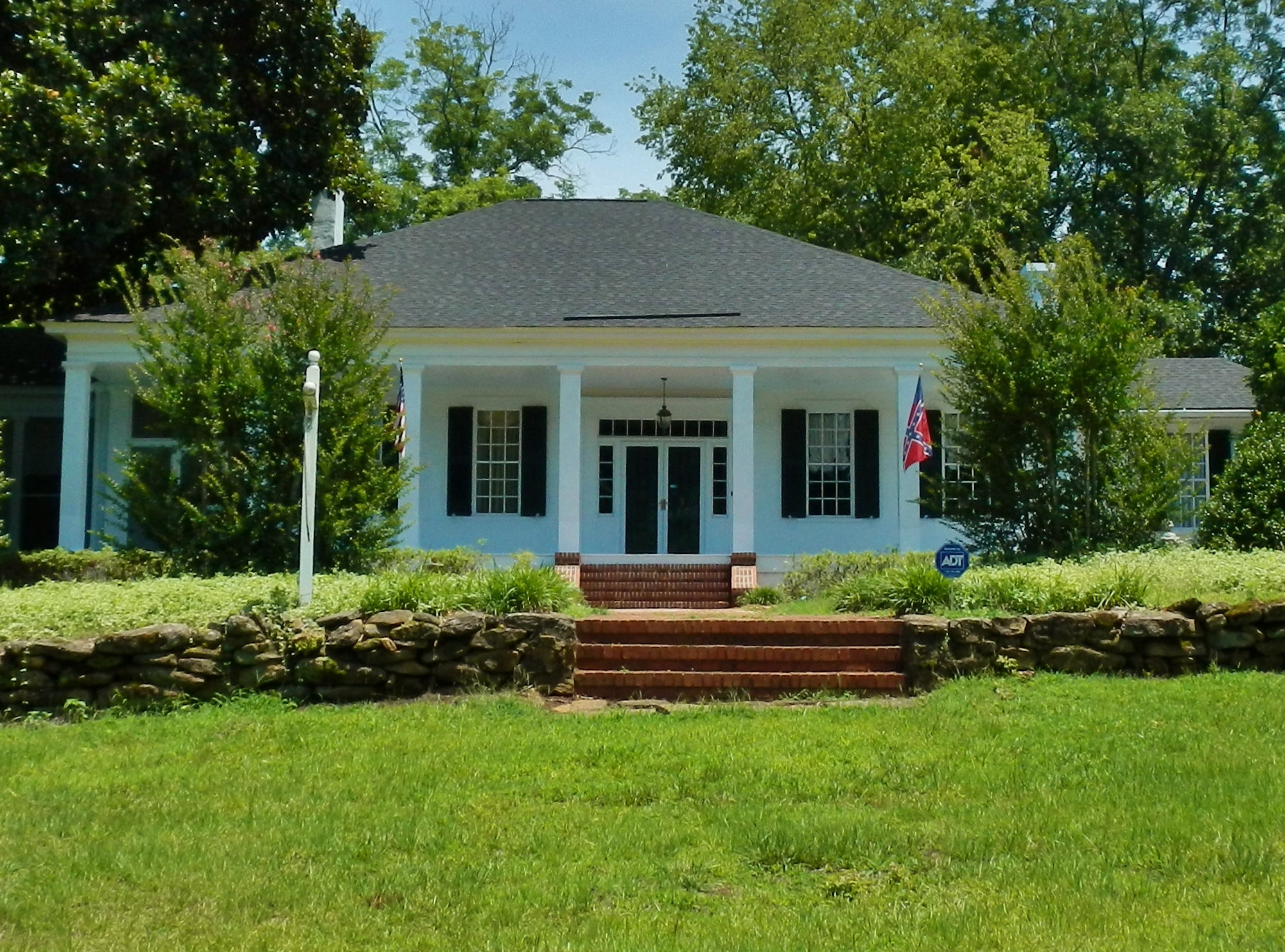
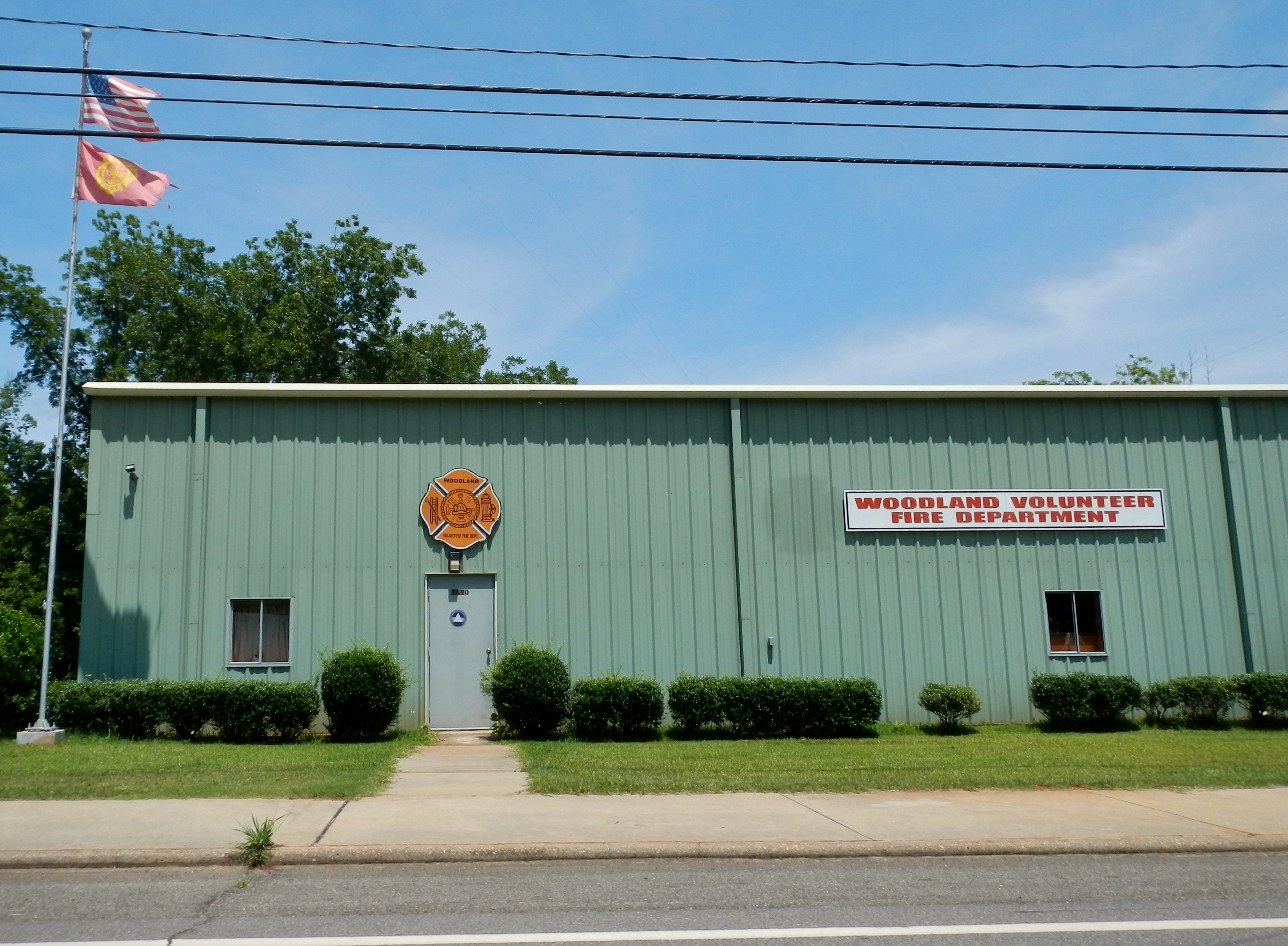

## وصلات خارجية
- Cities & Counties - Georgia.gov